# دلار مالایا
دلار مالایا (انگلیسی: Malayan dollar) (به مالایی: ringgit) تا سال ۱۹۵۳ پول رایج مستعمرات و تحت‌الحمایه‌های بریتانیا در مالایای بریتانیا و برونئی بود. این واحد پولی در سال ۱۹۳۹ منتشر شد و جایگزین دلار تنگه گردید، ارزش همترازی آن ۱ دلار = دو شیلینگ چهار پنی استرلینگ بود (۶۰ دلار=۷ پوند).